# Franz (Comiczeichner)
Franz Drappier (* 11. Juni 1948 in Charleroi; † 8. Januar 2003 in Paris) war ein belgischer Comiczeichner.

## Leben
Nach einem Kunststudium am Institut Saint-Luc in Mons kam er 1967 zum Magazin Tintin, wo er erste Arbeiten veröffentlichen konnte. Ab 1978 übernahm er die Serie Jugurtha von Hermann, 1982 startete seine selbstgetextete Abenteuer-Serie Lester Cockney. 1982 folgte der Soldaten-Comic Thomas Noland mit dem Autor Daniel Pecqueur. 1987 begann die Veröffentlichung seines Historiencomics Poupée d´Ivoire.

## Alben (Auswahl)
- Jugurtha (1978–1991, 13 Bände)
- Hypérion (1979)
- Lester Cockney (1982–2005, 11 Bände)
- Thomas Noland (1984–1998, 5 Bände)
- Die Tochter des Lichts (1988–2005, 9 Bände)
- Brougue (1989–1996, 3 Bände)
- Jerry Spring (1990, Band 22)
- Hannah (1991–1993, 3 Bände)